# Assassin's Creed Valhalla
Assassin's Creed Valhalla este un joc video de genul RPG de acțiune dezvoltat de Ubisoft Montreal și publicat de Ubisoft. Este al doisprezecelea joc din ramura principală, a douăzeci și doua lansare din seria Assassin's Creed și succesorul jocului Assassin's Creed Odyssey din 2018. Cu o acțiune ce se petrece în anul 873 d.Hr., jocul prezintă o istorie alternativă a invaziei vikinge în Britania. Jucătorul îl controlează pe Eivor, un luptător viking care ajunge în mijlocul conflictului dintre Frăția Asasinilor și Ordinul Templier.
Jocul este programat să se lanseze pe 10 noiembrie 2020 pentru Microsoft Windows, Xbox One, Xbox Series X și Series S, PlayStation 4 și Google Stadia. O versiune pentru PlayStation 5 este programată să se lanseze pe 12 noiembrie 2020.

## Gameplay
Assassin's Creed Valhalla este un joc de acțiune-aventură ce are loc într-un mediu open world, structurat în jurul a mai multor misiuni principale și numeroaselor alte misiuni secundare opționale. Jucătorul îl controlează pe Eivor (/ˈeɪv[unsupported input]/), un luptător viking ce își conduce frații nordici împotriva regatelor anglo-saxone. Jucătorul va avea alegerea de a juca cu Eivor ca bărbat (dublat de Magnus Bruun) sau femeie (dublată de Cecilie Stenspil) și au posibilitatea de a modifica părul, tatuajele, îmbrăcămintea și armura acestora. Varietatea de arme disponibile a fost extinsă pentru a include arme precum îmblăciu și greatswords. Sistemul de luptă a fost schimbat pentru a permite mânuirea dublă a aproape fiecărei arme, inclusiv a scuturilor, iar fiecare piesă de armură pe care jucătorul o colectează este unică. Mecanica "Eagle Vision" (aici se va numi "Viziunea lui Odin) se va întoarce sub forma unui corb, pe nume Synin (nordica veche pentru "Viziune"), companionul-animal al lui Eivor. Jucătorul poate utiliza corbul pentru a scana zonele din proximitate, la fel ca și companionii din Origins și Odyssey, dar și pentru a identifica inamici și alte aspecte ale lumii jocului înainte ca Eivor sa intre în luptă. Jocul se va focusa mai mult pe aspectele de stealth în momentele de luptă și în cele de non-luptă. Conceptul de "social stealth" din jocurile Assassin's Creed anterioare se va întoarce: Eivor se poate ascunde de inamici nu doar în obiectele staționate, ci și în mulțimi și își poate pune gluga pentru a se ascunde de inamici. Eivor poate simula moartea, poate folosi corbul-companion pentru a distrage gărzile și poate folosi lama ascunsă pentru asasinări. Vor exista rute și arme pentru asasinarea personajelor-boss importante chiar și printr-un singur atac.
Jocul se va baza mai puțin pe sistemul tradițional de progresare și puncte de experiență, și se va focusa în schimb pe abilități selectate de Eivor pe parcurs ce acesta avansează în joc. Dificultatea inamicilor va fi bazată pe colecția de abilități a jucătorului. Echipa de dezvoltare a dorit să introducă o varietate mai largă de arhetipuri de inamici în acest joc față de titlurile Assassin's Creed anterioare pentru ca jucătorul să aibă parte de surprize chiar și după 25 de ore de joc. Arhetipurile de inamici vor avea propriile abilități speciale pe care le vor putea folosi împotriva jucătorului. Alegerile jucătorului din conversații sau gameplay vor afecta personajele și alianțe politice ale acestora cu celelalte NPC-uri.
Bătăliile de Cucerire, o funcție introdusă în serie odată cu Odyssey, se întoarce. Aici va fi cunoscută ca "Asalturi" și îl va prezenta pe jucător ca lider al armatelor vikinge în atacarea fortărețelor. Raid-urile sunt bătălii mai mici unde jucătorul va conduce o garnizoană în atacarea unei ținte și securizarea resurselor pentru așezarea vikingă. Jucătorul va putea construi o garnizoană prin recrutarea de NPC-uri. Jucătorul poate crea un mercenar viking, sau Jomsviking, ce poate fi recrutat de alți jucători pentru a fi NPC-ul lor; jucătorul va dobândi recompense adiționale pentru misiunile victorioase la care Jomsviking-ul lor a luat parte.
În joc se vor întoarce și așezările, absente din serie de la Assassin's Creed IV: Black Flag. Cu toate acestea, acolo unde așezările ofereau jucătorului bonusuri de gameplay pasive, așezările din Valhalla vor o avea o importanță sporită. Regizorul de joc Ashraf Ismail a spus că asta "[se datorează] lucrurilor pe care le faci în lumea jocului, iar la finalul zilei, vei investi în așezare pentru a o dezvolta și a înflori." Misiunile vor începe și se vor încheia în așezare, iar jucătorul va putea să coordoneze construirea anumitor tipuri de clădiri, ceea ce va fi recompensat cu beneficii în gameplay. Pentru a construi aceste structuri, jucătorul va trebui să îi conducă pe vikingi în raiduri, de unde vor colecta resurse. În plus, jucătorul poate forma cununii diplomatice pentru a forma relații între clanurile comunității. La fel ca în Origins și Odyssey, jucătorul va avea disponibile opțiuni romantice pentru Eivor, inclusiv relații homosexuale.
Cu toate că transportul naval se va reîntoarce, luptele navale au fost trase la țărm. Nava-viking a lui Eivor va fi folosită mai mult ca mijloc de transport pentru execuția de raid-uri pe uscat sau pentru evadarea post-lupte pe uscat, și mai puțin în bătălii contra celorlalte vase. În plus, jucătorul poate participa la misiuni secundare precum vânat, pescuit, lupte ușoare cu alți vikingi, concursuri de băut, și provocări flyting, provocări pe care Ubisoft le-a descris ca fiind precursorul rap battle-urilor moderne.

## Premisă

Mișcarea armatelor păgâne în Anglia în 865 d.Hr. în mijlocul perioadei expansiunii vikinge. Hartă prezintă unele dintre regatele ce vor putea fi explorate în joc.

În anul 873 d.Hr., războaiele și aglomerația îl fac pe Eivor și clanul acestuia să părăsească Norvegia. Ei se stabilesc în Anglia medievală ca parte a expansiunii vikinge în Europa. Acest lucru îi aduce în conflict cu regatele anglo-saxone ale Wessex-ului, Northumbriei, Angliei de Est și Merciei. Clanul lui Eivor va da piept cu forțele conduse de liderii acestora, inclusiv cu cele ale lui Alfred cel Mare, conducătorul regatului Wessex. În acest timp, Eivor îi întâlnește pe Cei Ascunși și se alătură luptei acestora contra Ordinului Anticilor. Orașele explorabile sunt Winchester, Londra și York. Părți din Norvegia sunt și ele incluse aici.
La fel ca în jocurile anterioare din serie, Valhalla conține două fire narative, cea din prezent urmărind-o pe Layla Hassan, un personaj apărut anterior în Origins și Odyssey. Valhalla va conține elemente de poveste legate de Isu, o civilizație avansată care predatează omenirea și care este prezentă în fiecare joc din seria Assassin's Creed.

## Dezvoltare
Assassin's Creed Valhalla se afla în dezvoltare pentru mai mult de doi ani și jumătate înainte de anunțul oficial din aprilie 2020. Dezvoltarea principală a fost condusă de echipa ce s-a aflat și la cârma lui Assassin's Creed Origins, cea din Montreal; în plus au asistat și alte paisprezece studiouri Ubisoft din întreaga lume. Ashraf Ismail este regizorul creativ, ocupând aici același rol ca și la Assassin's Creed Origins și Assassin's Creed IV: Black Flag. Ismail a citat romanul Eaters of the Dead a lui Michael Crichton din 1976 —o repovestire a epopeii Beowulf—ca având un rol major în creația lui Valhalla. Regizorul narativ al jocului este Darby McDevitt, scenarist principal la Assassin's Creed: Revelations și Black Flag și co-scenarist la Assassin's Creed Unity. Mike Williams de la USGamer a spus că scopul principal al lui Assassin's Creed Valhalla este de "teorie mare unificatoare" pentru a combina toate structurile precedente și munca de dezvoltare într-o viziune singulară fără a reinventa neapărat conceptele dezvoltate anterior.
McDevitt a spus că echipa de dezvoltare a fost conștientă de similaritățile cu jocurile God of War, dar a simțit că acele jocuri "nu se bazează foarte mult pe mitologie", în timp ce Ubisoft a dorit ca Valhalla să fie o experiență "cu baze istorice". Elemente din mitologia nordică vor apărea în poveste. Conform regizorului Ashraf Ismail, jocul îi va prezenta pe Eivor și vikingii participând la evenimente în care vor venera zeii și implicarea lor, mitologia având aici un rol mai pregnant decât l-a avut în Origins și Odyssey. În legătură cu abilitatea a alege sexul lui Eivor, Thierry Noël, un consilier al jocului, a spus că au existat discuții în legătură cu cât de mult au participat femeile-viking în bătălii, iar Ubisoft a concluzionat că acestea au avut un rol major atât în mitologia nordică, cât și în societate, deci au căutat să reflecte idea vikingă cum că "femeile și bărbații sunt la fel de formidabili în luptă". McDevitt a spus că povestea din Valhalla a fost scrisă ca o recapitulare a jocurilor Assassin's Creed anterioare, conectându-le într-o manieră non-trivială, dar nu s-a intenționat ca acesta să fie jocul final al seriei. El a spus și că structura experimentală a poveștii a fost "chiar unică pentru orice joc" pe care l-a văzut, cât și pentru orice joc Assassin's Creed în sine.
Pentru alegerea perioadei de timp, Ismail și McDevitt au spus că echipa de dezvoltare a descoperit că cele mai multe dovezi istorice ale expansiunii vikinge au fost scrise la decenii, chiar și la secole după ce acestea au avut loc. De cele mai multe ori, au fost scrise din perspectiva englezilor, iar vikingii erau portretizați ca invadatori însetați de sânge. Cu toate acestea, echipa de dezvoltare a simțit că acest lucru a tratat superficial succesul vikingilor în Anglia și contribuția acestora la practicile agricole, dar și la influența acestora asupra limbii engleze. Echipa de dezvoltare a încercat, deci, să portretizeze epoca vikingilor cât de precis s-a putut, punând accent pe lucruri precum obiceiurile nordicilor. Acest lucru a fost reprezentat în trailer și în materialele promoționale prin juxtapunerea avertismentului narativ al lui Alfred cel Mare asupra nordicilor cu scene ce prezintă comunitatea vikingă. Aceste cercetări, în schimb, au determinat echipa să facă din așezări un punct central al jocului și i-au dăruit lui Valhalla un iz de RPG, conform producătorului Julien Laferrière. El a comparat relevanța așezărilor de aici cu importanța fortărețelor din Dragon Age: Inquisition sau a lui SSV Normandy din Mass Effect. Laferrière a adăugat că echipa a ajuns să folosească așezările nu doar pentru a prezenta partea culturală a vikingilor, ci și ca un mijloc pentru a prezenta rezultatele alegerilor prezente în joc, inclusiv "alegerile dure" din misiuni.
Într-o postare de pe Twitter ulterior eliminată, șeful de comunicații al Ubisoft pentru Orientul Mijlociu, Malek Teffaha, a anunțat că lumea jocului din Valhalla nu va fi cea mai mare din serie. Teffaha a spus și că Valhalla va rezolva și o problemă des raportată la Odyssey, aceea că jocul a fost prea plin de locații repetitive; în recenzia de la Odyssey, IGN a notat că misiunile principale—fără conținutul descărcabil —aveau în jur de 40 de ore, dar completarea fiecărei misiuni secundare și locație ar putea duce această durată la peste 100 de ore.
Muzica jocului a fost compusă de Jesper Kyd și Sarah Schachner, ambii lucrând în trecut și la alte jocuri Assassin's Creed, precum și de Einar Selvik, compozitorul serialului Vikings realizat de History Channel.

## Promovare și lansare
Este programat ca Valhalla să se lanseze pe 10 noiembrie 2020 pentru Windows, PlayStation 4, Xbox One și Google Stadia. Va fi și primul joc Assassin's Creed lansat pentru următoarea generație de console, PlayStation 5 și Xbox Series X. Ismail a spus că Valhalla reprezintă "titlul de marcă" al lui Ubisoft pentru sistemele de ultimă generație și a fost dezvoltat pentru a profita de timpii de încărcare mai rapizi pe care noile console le oferă. Versiunile de Xbox ale jocului vor beneficia de programul "Smart Delivery" al celor de la Microsoft, care permite jucătorului să achiziționeze doar o singură copie a jocului ce va funcționa atât pe Xbox One, cât și pe Xbox Series X.
Jocul Tom Clancy's The Division 2 din 2019 al lui Ubisoft a inclus un Easter egg sub forma unui afiș ce zvonea următorul joc Assassin's Creed denumit Valhalla. Afișul prezenta o imagine cu un viking îmbrăcat într-o manieră similară asasinilor și ținea un Măr al Edenului, un artefact din primele jocuri. Easter egg-ul l-a făcut pe Jason Schreier de la Kotaku să anunțe că un nou joc Assassin's Creed se află în dezvoltare și că este planificat să se lanseze în 2020, dar la acel moment era supranumit Assassin's Creed Kingdom. Cu toate acestea, la anunțarea jocului în aprilie 2020, McDevitt a spus că acel Easter egg din The Division 2 a fost o coincidență deoarece studioul suedez din spatele jocului, Massive Entertainment, a dorit să incorporeze unele dintre iconografiile suedeze în The Division 2 și nu a dorit să teasuiască în niciun fel Valhalla. Au circulat și zvonuri cum că jocul se va numi Assassin's Creed Ragnarök.
Pe 29 aprilie 2020, Ubisoft a teasuit jocul cu un stream live de 8 ore cu ajutorul programului BossLogic. Pe 30 aprilie 2020, trailerul cinematografic oficial a fost încărcat de Ubisoft North America.